# Groupe F

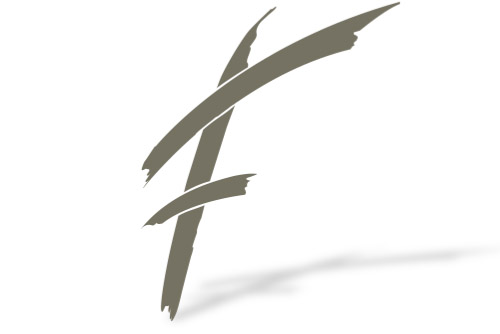
Firmenlogo

Groupe F ist ein französisches Unternehmen, das pyrotechnische Shows und Open-Air-Theateraufführungen entwickelt und durchführt.

## Geschichte

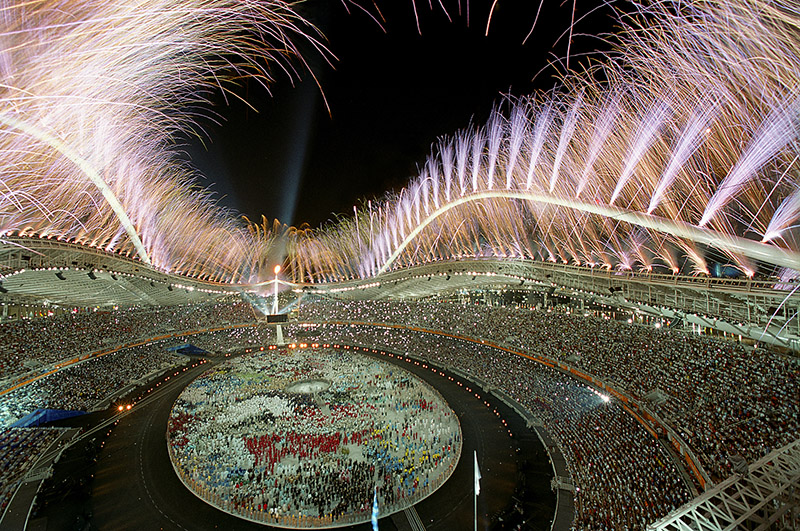
Eröffnung der Olympischen und Paralympischen Spiele von Athen 2004

Das Unternehmen Groupe F wurde im Jahr 1990 von François Montel, Alain Burkhalter und Didier Mandin am Standort Bessèges im Département Gard in Südfrankreich gegründet. Im Jahr 1992 wurde das Team mit Éric Noel, Nicolas Mousques, Caroline und Christophe Berthonneau erweitert. Die Groupe F gestaltete die Feuerwerkseffekte für die Abschlussfeier der Olympischen Spiele von Barcelona. Ab dem Jahr 1993 wurden die Shows „Oiseaux de Feu“ und „Un peu plus de Lumière“ international aufgeführt. Im Jahr 1998 realisierte die Groupe F die Feuerwerksshow zum Abschluss der Fußball-Weltmeisterschaft.
Am 31. Dezember 1999 führte die Groupe F das Silvesterfeuerwerk zum Jahr 2000 am Eiffelturm auf. Für die künstlerische und technische Durchführung von Großprojekten im internationalen Rahmen setzte die Groupe F in der Folgezeit interdisziplinäre Teams ein. Jonas Bidaut, Cédric Moreau, Eric Travers und Jeff Yelnik begleiten seitdem Groupe F in der internationalen Entwicklung. Seit dem Jahr 2000 erforscht Groupe F neue szenographische Möglichkeiten und kreiert die dafür benötigten Mittel, um Licht, Videomapping, Musik, Feuerwerk und menschliche Darsteller zu einer monumentalen Show zu verschmelzen. Das Schloss Versailles, die Brücke Pont du Gard und der Eiffelturm waren mehrmals Aufführungsorte für diese Kreationen gewesen.
2014 bezeichnete ein Journalist in der Welt Groupe F als „Frankreichs Aushängeschild seiner Fähigkeit, aus Feuerwerk feine Kunst zu machen“. Im November 2017 führte die Groupe F eine Show zur Eröffnung des Louvre Abu Dhabi im Auftrag des Ministeriums für Kultur und Kommunikation durch.

## Pyrotechnische Events (Auswahl)
- Abschluss Olympischen Spiele von Barcelona 1992
- Abschluss der Fußball-Weltmeisterschaft 1998
- Silvestershow zum Jahr 2000 am Eiffelturm
- Eröffnung und Abschluss der Olympischen und Paralympischen Spiele von Athen 2004
- Einweihung der Rio-Andirrio-Brücke von Patras 2004
- Forum der Kulturen in Barcelona, 2004
- Sylvester in London auf dem London Eye, 2004 bis 2009
- 2007: Einweihung der neuen Linie TGV Est
- Eröffnung und Abschluss der Olympischen und Paralympischen Winterspiele von Turin 2006
- Einweihung Museum für Islamische Kunst Doha 2008
- Eröffnung der Ausstellung Jeff Koons im Schloss von Versailles, 2008
- Tour 66 von Johnny Hallyday
- Einweihung des Burj Khalifa 2010
- Eröffnung und Abschluss der Fußball-Asienmeisterschaft in Doha 2011
- Neujahr auf dem Taipei 101, Taiwan, 2012 – 2015
- Pyrotechnisches Design für Cai Guo-Qiang, „One Night Stand (Aventure d’un soir)“ für die Nuit Blanche 2013 • Feuerwerk auf dem Eiffelturm zum Nationalfeiertag 2004, 2009, 2014, 2015, 2016
- Eröffnungs- und Abschlussfeier der Olympischen und paralympischen Spiele von Rio 2016
- Einweihung des Lotte World Tower in Seoul in Südkorea, 2017

## Live-Shows
- Les Oiseaux de Feu (auf Tournee von 1994 bis 2000)
- Un peu plus de Lumière (auf Tournee von 1997 bis 2010)
- Joueurs de Lumière (auf Tournee von 2004 bis 2010)
- Coups de Foudre (auf Tournee von 2008 bis 2010)
- In Versailles: La Face cachée du Soleil (2007 und 2008)
- L’Autre Monde, Les États et Empires du Soleil (2009)
- Les Noces Royales de Louis XIV (2010)
- Le Roi de Feu (2015, 2016, 2017)
- Serie „Migrations“ (seit 2012)
- Rhone, in Arles für die Eröffnung von Marseille Provence, Europäische Kulturhauptstadt 2013
- Focus – La Saga des Photons, zum Auftakt von Dünkirchen Regionale Kulturhauptstadt 2013
- À Fleur de Peau (auf Tournee seit 2014)
- Am Pont du Gard: Lux Populi (2008), Impressions (2011), Ludolux (2012), Ulysse au pays des merveilles (2013), Le Magicien d’eau (2014), Les Mondes Magiques (2015), Feux Gaulois (2016), Feux Romains (2017)
- Suspended time, Originalkreation zum 50. Jahrestag des Albums Sergent Pepper’s Lonely Hearts Club Band der Beatles, für das Festival Sgt Pepper at 50, Liverpool, 2017
- Vives réflexions, Show zur Einweihung des Louvre d'Abou Dabi, 2017